# Klára Issová

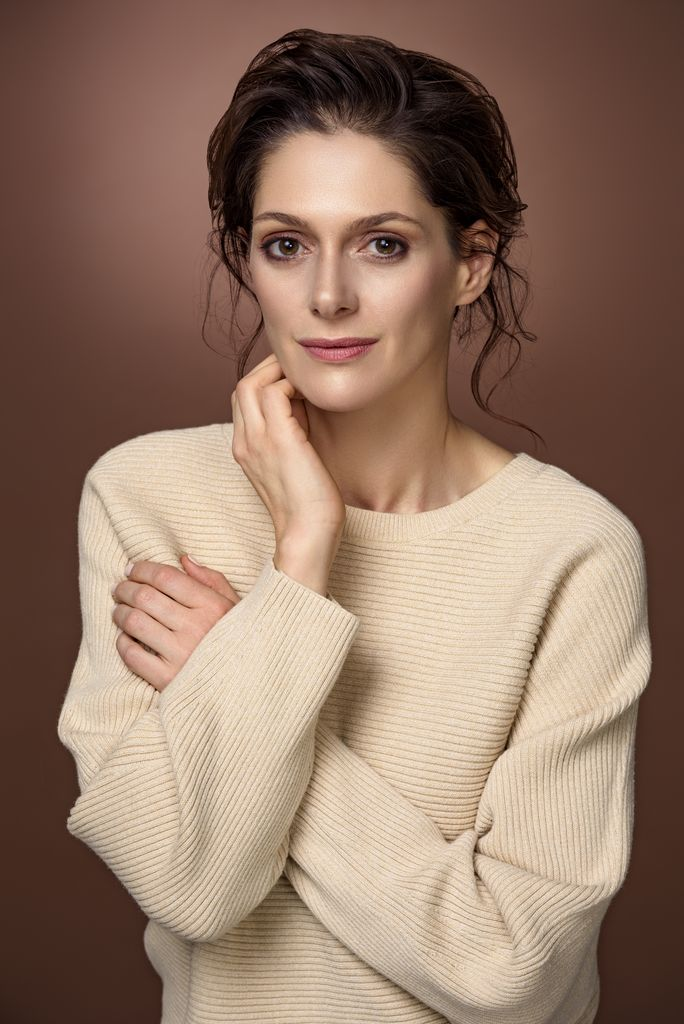
Klára Issová (2019)

Klára Issová (* 26. April 1979 in Prag) ist eine tschechische Film- und Theaterschauspielerin.

## Leben
Issová wurde als Tochter einer tschechischen Mutter und eines aus Syrien stammenden Vaters geboren. Im Alter von sechs Jahren nahm sie Schauspielunterricht und studierte dieses Fach an der Theaterfakultät der Akademie der Musischen Künste in Prag (DAMU). Nach ihrem Abschluss im Jahr 1997 studierte sie zusätzlich Pädagogik.
Issová steht seit 1995 vor der Kamera; ihre erste größere Fernsehrolle übernahm sie 1999 im zweiteiligen Historienfilm Jeanne d’Arc – Die Frau des Jahrtausends. Neben tschechischen Filmproduktionen wirkte Issová auch in Hollywoodproduktionen wie der 2004 produzierten Filmkomödie Der Prinz & ich mit.
Ihre Cousine Martha Issová ist ebenfalls als Schauspielerin tätig.

## Filmografie (Auswahl)
- 1999: Jeanne d’Arc – Die Frau des Jahrtausends (Joan of Arc)
- 2000: Dune – Der Wüstenplanet (Dune)
- 2001: Anne Frank – Die wahre Geschichte (Anne Frank: The Whole Story)
- 2001: Ein königliches Versprechen (Královský slib)
- 2001: Die Nebel von Avalon (The Mists of Avalon)
- 2003: Children of Dune
- 2004: Der Prinz & ich (The Prince & Me)
- 2008: Die Chroniken von Narnia: Prinz Kaspian von Narnia (The Chronicles of Narnia: Prince Caspian)
- 2015: Legends (Fernsehserie, 10 Folgen)
- 2016: Die Geliebte des Teufels (Lída Baarová)
- 2017: Genius (Fernsehserie, 2 Folgen)
- 2020: Resistance – Widerstand (Resistance)
- 2023: Große Träume (Děti Nagana)